# L'isola degli smemorati
L'isola degli smemorati è un film d'animazione del 2005 diretto da Kim Hyok.
La pellicola ha avuto un seguito, Sulle ali dei gabbiani - L'isola vola in città (2006) ed è stata prodotta da Mondo Home Entertainment, in collaborazione con l'Unicef, è tratta dall'omonimo romanzo di Bianca Pitzorno, pubblicato dal Comitato Italiano per l'Unicef.

## Trama
Un gruppo di otto bambini naufraga sulla fantomatica Isola degli smemorati, dove abitano persone molto anziane che non ricordano più cosa sono i bambini.
Il più anziano dell'isola è il mago Lucanòr, il quale aiutato da Corricorri il cane, Uà il gabbiano e Splash il pesce, convince gli abitanti dell'isola a prendersi cura dei piccoli naufraghi in assenza dei genitori.
Gli smemorati imparano quindi che i bambini non devono lavorare ma hanno diritto di andare a scuola e giocare, inoltre non devono esserci differenze fra maschi e femmine o per il colore della pelle.

## Produzione
Il film è stato prodotto in collaborazione con l'Unicef ed ha come scopo quello di prefiggere i diritti dei bambini e di aiutare, grazie alle vendite, le popolazioni del Sud-est asiatico.
I personaggi sono ispirati alle illustrazioni originali realizzate da Lorenzo Terranera.
La canzone dei titoli di coda, Girotondo, è cantata da Alessio Boni, Stefania Rocca e Patrizio La Bella.